# 邹桥乡
邹桥乡，是中华人民共和国江西省九江市德安县下辖的一个乡镇级行政单位。

## 行政区划
邹桥乡下辖以下地区：
邹桥村、源口村、杨坊村、石门村、张坑村和付山村。